# Bode und Selke im Harzvorland
Bode und Selke im Harzvorland este o arie protejată (arie specială de conservare — SAC, sit de importanță comunitară — SCI) din Germania întinsă pe o suprafață de 276 ha, integral pe uscat.

## Localizare
Centrul sitului Bode und Selke im Harzvorland este situat la coordonatele 51°50′42″N 11°15′40″E / 51.845°N 11.2611°E.

## Înființare
Situl Bode und Selke im Harzvorland a fost declarat sit de importanță comunitară în octombrie 2000 pentru a proteja 7 specii de animale. Situl a fost protejat și ca arie specială de conservare în decembrie 2018.

## Biodiversitate
Situată în ecoregiunea continentală, aria protejată conține 5 habitate naturale: Cursuri de apă de la nivel de câmpie la nivel montan, cu vegetație Ranunculion fluitantis și Callitricho-Batrachion, Liziere de ierburi înalte hidrofile de câmpie și de nivel montan până la alpin, Fânețe de joasă altitudine (Alopecurus pratensis, Sanguisorba officinalis), Păduri aluvionare cu Alnus glutinosa și Fraxinus excelsior (Alno-Padion, Alnion incanae, Salicion albae), Păduri mixte riverane de Quercus robur, Ulmus laevis și Ulmus minor, Fraxinus excelsior sau Fraxinus angustifolia, de-a lungul marilor râuri (Ulmenion minoris).
La baza desemnării sitului se află mai multe specii protejate:
- mamifere (4): liliac cârn (Barbastella barbastellus), castor (Castor fiber), vidră de râu (Lutra lutra), liliac comun (Myotis myotis)
- nevertebrate (1): Ophiogomphus cecilia
- pești (2): avat (Aspius aspius), cicar (Lampetra planeri)

Pe lângă speciile protejate, pe teritoriul sitului au mai fost identificate 2 specii de plante, 2 specii de amfibieni, 2 specii de nevertebrate, 1 specie de pești, 1 specie de reptile.